# Mahogny

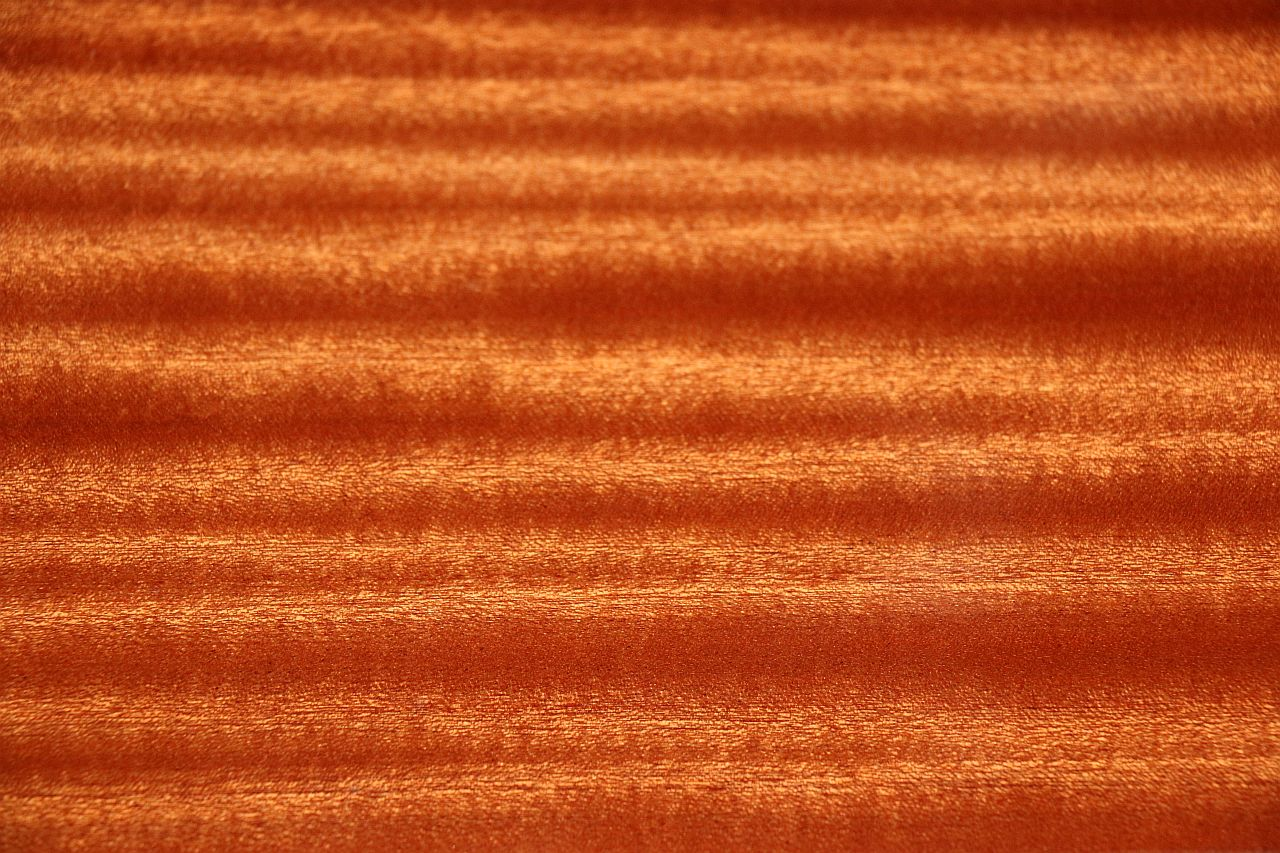
Mahogny

Bord av mahogny (1815-1833)

Mahogny består av ett eller flera ädelträslag av rödbrun, hård ved med tyngd och som främst nyttjats som virke inom möbelindustrin.
Mahogny utgörs av trädslag av släktet Swietenia och omfattar i kommersiella avseenden de två olika trädarterna i nya världen, Swietenia mahagoni (västindisk mahogny, även kallad "Sockerkist") från Karibien och Swietenia macrophylla (hondurasmahogny) från Central- och Sydamerika. Sedan 1950-talet dominerar hondurasmahognyn i kommersiella sammanhang och detta trädslag förekommer sedan 1950-talet också som plantager i Asien och i Oceanien. Liknande träslag från flera olika trädarter både från Afrika och Asien benämns också som mahogny. Dessa trädslag tillhör härvid "mahognyfamiljen" Meliaceae. Trädsläktet Khaya, också tillhörande familjen Meliaceae, kallas sålunda afrikansk mahogny, gambia- eller madeiramahogny. Träd av Eukalyptussläktet kallas (oegentligt) ibland australisk mahogny eller röd mahogny och Cederträ kallas (också oegentligt) ibland ostindisk mahogny.
Mahogny används för tillverkning av möbler, eftersom det är lättbearbetat, motståndskraftigt mot termiter och vackert glänsande rödbrunt när det poleras. Träslaget är vattentåligt och användes därför förr till båtvirke.

## Handelsrestriktioner
Handel med flera arter mahogny regleras genom en frivillig överenskommelse om handel med hotade djur- och växtarter, CITES, eftersom alltför stor avverkning hotar regnskogens ekologi. De länder som skrivit under CITES, vilket är de flesta av världens länder, får inte importera träet. Trots detta fortsätter handeln med mahogny, oftast illegalt.
Internationella miljöorganisationer såsom Greenpeace och Jordens vänner har bedrivit kampanjer mot den illegala handeln med mahogny.

### Fotnoter
1. ↑   Media, Familjelexikon, Bonniers 1981, ISBN 91-34-43000-8
2. ↑  Carlquist, Gunnar, red (1937). Svensk uppslagsbok. Bd 17. Malmö: Svensk Uppslagsbok AB. sid. 1246